# Bitwa pod Asculum (89 p.n.e.)
Bitwa pod Asculum – starcie zbrojne, które miało miejsce w roku 89 p.n.e. w trakcie wojny Rzymu ze sprzymierzeńcami w latach 91–88 p.n.e.
W roku 89 p.n.e. pod Asculum (obecnie Ascoli Piceno) w Picenum skoncentrowane zostały siły rzymskie pod dowództwem Gnejusza Pompejusza Strabona oraz wojska skonfederowanych państw Italików. W wyniku bitwy, do której doszło w okolicy miasta, Rzymianie odnieśli zdecydowane zwycięstwo. Oblężone przez rzymskie wojska Asculum zostało zdobyte (według niektórych dzisiejszych autorów skapitulowało), co zakończyło walki w północnym rejonie wojny.